# Paul Rogers (aktor)
Paul Rogers (ur. 22 marca 1917 w Plympton, zm. 6 października 2013 w Londynie) – angielski aktor filmowy i telewizyjny.

## Filmografia
seriale
- 1954: Producers’ Showcase jako Mercutio
- 1965: Public Eye jako Clemens
- 1978: Rumpole of the Bailey jako Tommy Pierce
- 1990: Kroniki Seinfelda jako mężczyzna w poczekalni
- 1992: Z biegiem lat jako Arthur, Dyrektor szkoły

film
- 1951: Murder in the Cathedral jako Czwarty Rycerz
- 1959: Nasz człowiek w Hawanie jako agent Carter
- 1961: The Mark jako Milne
- 1968: Sen nocy letniej jako Bottom
- 1987: The Lady's Not for Burning jako Edward Tappercoom
- 1997: Oskar i Lucinda jako Gambling Steward